# Philological Society
La Philological Society, ou London Philological Society, est la plus ancienne société savante de Grande-Bretagne dédiée à l’étude de la linguistique ainsi qu’une organisation caritative. La société actuelle a été créée en 1842 pour « étudier et promouvoir l’étude et la connaissance de la structure, des similitudes et de l’histoire des langues ». Elle édite une revue, les Transactions of the Philological Society, publiée trois fois par an, ainsi qu’une série de monographies.

## Histoire
Une première Philological Society, dont le siège se situait à Fitzroy Square, à Londres, a été fondée en 1792 sous la direction de Thomas Collingwood de St Edmund Hall (Oxford). Sa revue s’intitulait The European Magazine et London Review. 
Depuis ses débuts en 1842, la Philological Society s’est consacrée à l’étude de la comparée et à l’histoire du développement de la langue anglaise. Les membres fondateurs ayant estimé que les dictionnaires anglais existants étaient incomplets, ils ont appelé en 1858 à la création d'un nouveau dictionnaire. Cependant, la mise en œuvre a démarré lentement. En 1879, la société a conclu un accord avec le lexicographe James Murray et la maison d'édition Oxford University Press pour commencer à travailler sur le New English Dictionary, projet qui est devenu plus tard l’Oxford English Dictionary.
La Philological Society (ou PhilSoc) est membre du University Council of General and Applied Linguistics.